# Бартків Василь Павлович
Василь Павлович Бартків (нар. 30 березня 1967, село Розточки, Долинський район, Івано-Франківська область) — український політик. Народний депутат України 4-го скликання. Член Української народної партії. Голова Сумської обласної організації УНП (з серпня 2004).

## Освіта
Українська державна юридична академія (1988–1993), юрист. Львівський регіональний інститут Української академії державного управління при Президентові України (2000–2003), магістр державного управління. Кандидат юридичних наук.

## Кар'єра
Народився в багатодітній селянській сім'ї.
- 1985–1987 — служба в армії.
- 1988–1993 — студент Української державної юридичної академії.
- Жовтень 1993 — серпень 1994 — юрисконсульт, 1994 — жовтень 1997 — начальник юридичного відділу Спеціалізованого сільськогосподарського підприємства «Агропостач».
- Серпень 1995 — березень 1997 — асистент кафедри цивільного права Національної юридичної академії України імені Ярослава Мудрого.
- З жовтня 1997 — директор, 1999 — березень 2000 — голова ради директорів ТОВ "Торговий дім «Колос».
- З жовтня 2001 — заступник голови правління з правового забезпечення ВАТ «Полтаванафтопродукт».
- 2002–2006 — народний депутат України.
- 2006–2008 — приватний підприємець.
- 2008–2009 — директор департаменту державних закупівель та ресурсного забезпечення Міністерства оборони України.
- 2009 — по теперішній час — приватний підприємець.

## Парламентська діяльність
Народний депутат України 4-го скликання з 14 травня 2002 до 25 травня 2006 від Блоку Віктора Ющенка «Наша Україна», № 56 в списку. На час виборів: заступник голови правління ВАТ «Полтаванафтопродукт», член УНП. Член фракції «Наша Україна» (травень — грудень 2002), позафракційний (грудень 2002 — квітень 2005), член фракції УНП (з квітня 2005). Член Комітету з питань паливно-енергетичного комплексу, ядерної політики та ядерної безпеки (з червня 2002).
Довірена особа кандидата на пост Президента України Віктора Ющенка в ТВО № 161 (2004–2005).
Березень 2006 — кандидат в народні депутати України від Українського народного блоку Костенка і Плюща, № 12 в списку. На час виборів: народний депутат України, член УНП.

## Сім'я
Одружений (з квітня 1990 р.). Дружина — Бартків (Пивоніс) Яна Михайлівна. Має трьох дітей, двох доньок — Анну, 1990 р.н. і Таїсію, 2000 р.н., та сина Данила, 2011 р.н.
З дружиною та дітьми проживає в місті Києві. Батьки проживають в селі Розточки Долинського району Івано-Франківської області.
Захоплення — гірські лижі, мисливство, рибалка.

## Нагороди
- Заслужений юрист України (серпень 2003)[3].
- Грамота Верховної Ради України (за заслуги перед Українським народом, квітень 2004).
- Орден Святого рівноапостольного князя Володимира Великого ІІІ ступеня (2005).
- Почесна Грамота Верховної Ради України (за особливі заслуги перед Українським народом, квітень 2006).